# Le Dernier Secret du Poseidon
Série
L'Aventure du Poséidon
(1972)
Pour plus de détails, voir Fiche technique et Distribution.
Le Dernier Secret du Poséidon (Beyond the Poseidon Adventure) est un film catastrophe américain réalisé par Irwin Allen, sorti en 1979. Il s'agit de la suite de L'Aventure du Poséidon  (1972). Ce film connaît un énorme échec commercial et critique. Il s'agit du seul film catastrophe d'Irwin Allen à ne pas recevoir de nominations aux Oscars.

## Synopsis
En 1972, une lame de fond a retourné le luxueux paquebot Poséidon au milieu de l'océan, et les quelques survivants attendent maintenant les secours. Ceux-ci arrivent par l'intermédiaire de Mike Turner, capitaine d'un remorqueur. Dans le même temps, des terroristes ayant intercepté l'appel de détresse du Poséidon se rendent également sur place afin de faire main basse sur l'or et le plutonium présent dans le paquebot. Tout le monde doit cependant se dépêcher, car à l'intérieur du navire, l'eau continue d'immerger les ponts.
Le 1er janvier 1973 le luxueux paquebot S.S Poseidon est heurté par un tsunami au large de la créte,chavire,et se retrouve la tête en  bas.
Le navire est toujours à flot après que 6 survivants ait été secourus par les gardes-cotes français.(voir:"l'aventure du Poseidon")
Peu après, l'équipage du remorqueur "Jenny" composée du capitaine Mike Turner et des matelots Wilbur et Celeste Whithman découvre le navire.
Ils décident d'entrer dans le navire pour trouver des objets précieux parce qu'ils ont besoin d'argent parce que le "Jenny" a perdu sa cargaison dans le même tsunami que celui qui a renversé le Poseidon.
En même temps arrive le bateau de Stefan Svevo et son équipage qui prétendent être des médecins grecs orthodoxes qui ont reçu le S.O.S du Poseidon.
Les deux groupes pénètrent dans le navire et se retrouve bloqué après que leur entrée (le trou découpé par les gardes-cotes français pour extraire les 6 survivants) ne soit bloqué par des débris a la suite d'une explosion.
Turner et son équipage s'enfoncent dans le navire et rencontrent 3 survivants : Gina Rowe infirmière du bord et deux passagers:Suzanne Constantine élégamment habillée et 
le vétéran des U.S Marines Frank Mazetti qui cherche sa fille Theresa.Theresa est trouvée de même que le liftier Larry Simpson et un prétendu milliardaire nommé "Tex".
Le groupe retrouve aussi l'aveugle Harold Meredith et sa femme Hannah qui attendaient les secours.
Le groupe de Turner arrive au bureau du commissaire de bord ou Svevo déclare que lui et ses hommes iront de leur côté chercher d'autres survivants.
Une explosion fait tomber le coffre-fort du commissaire de bord et l'ouvre révélant de l'or et des bijoux que Turner et Wilbur s'empresse de ramasser.
Pendant ce temps Suzanne travaille avec Svevo auquel Suzanne remet un document qu'elle a trouvé dans le bureau au sujet une cargaison de caisses mais décide de rejoindre Turner.
Svevo ordonne a un de ses hommes Doyle d'abattre Suzanne ce qu'il fait.
Une Suzanne mourante frappe Doyle avec une hache le tuant.
Les autres découvrent le corps de Suzanne et réalise qu'il y a un assassin a bord.
Hannah se disloque l'épaule en aidant son mari.
Svevo avoue qu'en pénétrant dans  le Poseidon il voulait retrouver sa cargaison de plutonium qui était a bord et qu'il ne peut laisser personne partir.
Cependant une explosion ébranle le navire permettant au groupe de Turner de s'enfuir.
Turner,Mazzetti et Simspson trouvent des armes a feu.
Dans la fusillade qui s'ensuit,Mazetti et Castrop un des hommes de Svevo sont tués.
L'eau arrivant, le groupe de Turner se dépêche de monter au pont au dessus.
Hannah blessée, incapable de monter une échelle tombe dans l'eau et se noie
En tentant de l'aider,Turner pers tout son or.
Svevo et son homme restant de main remonte vers l'arrière ou l'équipage de Svevo tente d'utiliser une grue pour extraire le plutonium de la coque qui coule lentement.
Pendant ce temps,Turner et son groupe quittent le navire par une porte latérale sous l'eau, mais il n'y a pas assez de bouteilles d'oxygène.
Wilbur se sacrifie en nageant sous l'eau et disparait.
Turner et Celeste nagent jusqu'au "Jenny" et le rapproche du Poseidon pendant que les rescapées restants nagent jusqu'au "Jenny".
Voyant ça l'homme de main de Svevo ouvre le feu.
Tex qui n'était pas un riche passager mais un sommelier (de l'équipage du navire) et abattu et périt.
les 4 restants (Gina Rowe,Larry Simpson,Helena Mazzetti,et Harold Meredith) montent sur le "Jenny" qui s'éloigne.
L'eau remplit de plus en plus le Poseidon provoquant l'explosion des chaufferies et du Plutonium provoquant le naufrage du navire et la mort de Svevo et son homme de main.
Sur le "Jenny" Turner admet que son bateau sera saisi a l'arrivée a terre mais Celeste montre un diamant qu'elle a récupérée.
Les deux s'embrassent et le "Jenny s'éloigne avec les 6 survivants.

## Fiche technique
- Titre : Le Dernier Secret du Poseidon
- Titre original : Beyond the Poseidon Adventure
- Réalisation : Irwin Allen
- Scénario : Nelson Gidding, d'après un roman de Paul Gallico
- Musique originale : Jerry Fielding
- Directeur de la photographie : Joseph F. Biroc
- Montage : Bill Brame
- Production : Irwin Allen
- Société de production : Warner Bros
- Sociétés de distribution : Warner Bros (États-Unis), LexardPictures Distribution (France)
- Pays de production :  États-Unis
- Langue originale : anglais
- Genre : catastrophe, action, thriller
- Durée : 114 minutes
- Dates de sortie :
  - États-Unis : 18 mai 1979
  - France : 5 septembre 1979

## Distribution
- Michael Caine (VF : Dominique Paturel) : le capitaine Mike Turner
- Sally Field (VF : Sylviane Margollé) : Celeste Whitman
- Telly Savalas (VF : Henry Djanik) : le capitaine Stefan Svevo
- Peter Boyle (VF : Jacques Dynam) : Frank Mazzetti
- Jack Warden (VF : Jean-Paul Moulinot) : Harold Meredith
- Shirley Knight (VF : Tania Torrens) : Hannah Meredith
- Shirley Jones (VF : Julia Dancourt) : Gina Rowe
- Karl Malden (VF : André Valmy) : Wilbur Hubbard
- Slim Pickens (VF : Raoul Delfosse) : Dewey « Tex » Hopkins
- Veronica Hamel (VF : Évelyn Séléna) : Suzanne Constantine
- Angela Cartwright (VF : Joëlle Fossier) : Theresa Mazzetti
- Mark Harmon (VF : José Luccioni) : Larry Simpson
- Paul Picerni (VF : Jacques Richard) : Kurt
- Patrick Culliton : Doyle
- Dean Raphael Ferrandini (VF : Michel Derain) : Castorp

## Sortie et accueil

### Box-Office
Estimé à 25 000 000 de dollars de budget, le film n'en récupéra pas la moitié dans son exploitation sur le territoire américain. Avec Airport 80 Concorde (1979) et Le Jour de la fin du monde (1980), ce titre compte parmi les gros échecs commerciaux qui mirent fin à la veine "catastrophe" des années 1970.[réf. nécessaire]

## DVD
- France :

Le film est disponible dans deux éditions.
- Le dernier secret du Poseidon (DVD-9 Keep Case) sorti le 14 décembre 2006 édité et distribué par Warner Home Vidéo. Le ratio écran est en 2.40:1 panoramique 16:9. L'audio est en Français et Anglais 2.0 Mono. Les sous-titres sont en français, anglais, italien, néerlandais, bulgare, roumain et arabe. Le film est d'une durée de 109 minutes et est entièrement remastérisé. En supplément : les coulisses du film (20 min) et des bandes annonces d'époque. Il s'agit d'une édition Zone 2 Pal.
- Le dernier secret du Poseidon (DVD-9 Keep Case) sorti le 16 octobre 2012 édité par Warner Bros et distribué par Aventi Distribution. Le ratio écran est en 2.40:1 panoramique 16:9. L'audio est en Français et Anglais 2.0 Mono. Les sous-titres sont en français, anglais, italien, néerlandais, bulgare, roumain et arabe. Le film est d'une durée de 109 minutes et est entièrement remastérisé. En supplément : les coulisses du film (20 min) et des bandes annonces d'époque. Il s'agit d'une édition Zone 2 Pal.

## Version télévisée
Dans le montage pour la télévision, le film comporte vingt minutes supplémentaires. Mais pour l'édition standard du DVD, ces scènes inédites n'ont pas été intégrées. Par contre, l'édition spéciale inclut ces séquences supplémentaires.

## Suite abandonnée
Le réalisateur Irwin Allen avait prévu un troisième film où les survivants du naufrage racontent la catastrophe, mais au mauvais moment, le tunnel qu'ils passent s'effondre et ces survivants devaient sortir du tunnel, mais ce principe a été utilisé pour le film catastrophe de Rob Cohen intitulé Daylight.